# Mamartjevo
Mamartjevo (bulgariska: Мамарчево) är ett distrikt i Bulgarien.   Det ligger i kommunen Obsjtina Boljarovo och regionen Jambol, i den östra delen av landet, 290 km öster om huvudstaden Sofia.
Trakten runt Mamartjevo består till största delen av jordbruksmark. Runt Mamartjevo är det mycket glesbefolkat, med 7 invånare per kvadratkilometer.